# توري دي موستو
توري دي موستو هي بلدة في مدينة البندقية بمقاطعة فينيتو الإيطالية.